# فرودگاه رورکلا
فرودگاه رورکلا (به انگلیسی: Rourkela Airport) یک فرودگاه خصوصی با کد یاتا RRK است که یک باند فرود آسفالت دارد و طول باند آن ۱۸۲۲ متر است. این فرودگاه در شهر رورکلا کشور هند قرار دارد و در ارتفاع ۲۰۰ متری از سطح دریا واقع شده‌است.

## شرکت‌های هواپیمایی و مقصدهای پروازی
| شرکت‌های هواپیمایی | مقصدهای پروازی                                |
| ----------------- | --------------------------------------------- |
| Air Deccan        | نتاجی سبهاش چندر بوس (آغاز از september 2017) |
| ایر اودیشا        | بیجو پاتنایک (آغاز از September 2017)         |